# Эль-Авамия
Эль-Авамия (араб. العوامية‎) — посёлок, расположенный в районе Эль-Катиф провинции Эш-Шаркия Саудовской Аравии.
В 2009 году население составляло около 25,5 тыс. человек.
Несмотря на запрет публичных демонстраций в Саудовской Аравии, 29 июля 2006 года в посёлке состоялось шествие в знак протеста против военной кампании Израиля против Ливана c призывами к прекращению огня. Следующий протест состоялся 3 августа того же года.
В марте 2009 года четыре человека, в том числе один ребёнок, были арестованы за участия в митингах, организованных в знак протеста против ареста шейха Нимра ан-Нимра, шиитского имама мечети в Эль-Авамии, который осудил нападение на шиитов во время их паломничества к могиле пророка Мухаммеда.
В апреле 2015 года произошли вооруженные столкновения между шиитскими повстанцами и силами безопасности Саудовской Аравии.